# Federación Anarquista Uruguaya
Federación Anarquista Uruguaya (FAU) es una organización anarquista comunista de Uruguay fundada en 1956.

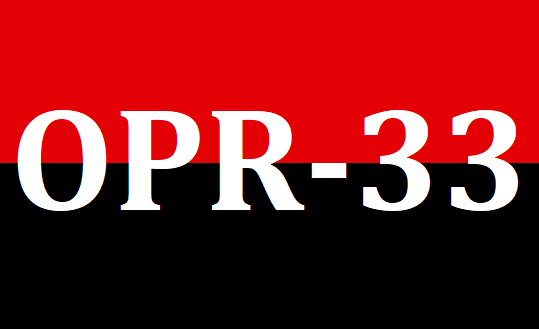
Bandera de la OPR-33

## Historia
La FAU desde un inicio recogió el aporte de esa tradición ideológica y cultural a las luchas obreras y populares desde principios del siglo XX, tanto uruguayas como internacionales. Recogía los elementos aportados por la inmigración anarcocomunista y anarcosindicalista italiana, gallega y catalana, que se afirmaron durante la guerra civil española y la lucha contra el fascismo y el nazismo en la Segunda Guerra Mundial. Implicada, desde el primer momento, en las luchas obreras y sociales del país, apostando por el fortalecimiento de los sindicatos y el avance hacia la unidad obrera.
En 1967 el gobierno uruguayo ordena la disolución de la FAU, que pasa a la clandestinidad hasta 1971. En la década de los 70 de una escisión de sus miembros surgió el Partido por la Victoria del Pueblo de Uruguay.
La FAU reestructura su actividad de acuerdo con la nueva situación: desarrollo del aparato armado, edición de un semanal clandestino, red de casas para funcionamiento y materiales de propaganda, financiación y otros. Se pone en marcha la OPR-33 (Organización Popular Revolucionaria 33 Orientales), brazo armado de la FAU que llevará adelante con bastante éxito una serie de acciones: sabotajes, expropiaciones económicas, secuestros de dirigentes políticos y patronales, apoyo armado a huelgas, ocupaciones de fábricas, etc. Acorralados por la acción de los servicios especiales del ejército uruguayo y el argentino, una cincuentena de integrantes son asesinados y desaparecidos -después de ser torturados-, otros son condenados a largos años de prisión. Cae la dictadura y a partir de 1986 la organización encara inmediatamente su reorganización.
Desde entonces su intervención social abarca varios sectores: sindicalmente, en las escuelas en los consejos de padres; en las asociaciones barriales. Disponen de una imprenta. Han intentado poner en marcha radios comunitarias, ateneos y bibliotecas. Participan en diferentes causas como medio ambiente, presos, vivienda.

## Influencia: «especifismo» e «inserción social»
La FAU, desde su reorganización en los 80, ha ayudado en la creación de organizaciones anarquistas similares en Brasil y Argentina como la Federação Anarquista Gaúcha (FAG), la Federação Anarquista Cabocla (FACA), la Federação Anarquista do Rio de Janeiro (FARJ) en el Brasil, la Federación Anarquista de Rosario (FAR), la Organización Anarquista de Córdoba (OAC), la Organización Anarquista de Tucumán (OAT), la Organización Anarquista de Santa Cruz (OASC); y la desaparecida organización argentina AUCA. Su modelo de organización es llamado «especifismo» y propugna que los anarquistas deben organizarse específicamente, como anarcocomunistas, para entonces hacer lo que llaman «inserción social» y trabajar con los movimientos sociales (aquellos alineados con las causas de izquierda). El concepto de «especifismo» de la Federación Anarquista Uruguaya no es del todo original pues ya se encuentra parcialmente en las nociones más antiguas de «organización específica» o «anarquismo organizado» que se propuso en los últimos años del anarquismo histórico. Algunas nociones parecen similares a la «plataforma organizacional» del plataformismo, sin embargo algunos proponentes del «específismo» afirman que este se trata de un modelo distinto.